# Людмила Шведова
Людмила Шведова́ (чеськ. Ludmila Švédová), 13 листопада 1936, Шумперк — 10 лютого 2018) — чехословацька гімнастка, призерка Олімпійських ігор і чемпіонатів світу.

## Біографічні дані
На чемпіонаті світу 1958 Людмила Шведова завоювала срібну медаль в командному заліку і зайняла 12-е місце в індивідуальному заліку.
На Олімпіаді 1960 Людмила Шведова зайняла 2-е місце в командному заліку. В індивідуальному заліку вона зайняла 13-е місце. Також зайняла 26-е місце — у вправах на брусах, 10-е — у вправах на колоді, 10-е — в опорному стрибку та 21-е — у вільних вправах.
На чемпіонаті світу 1962 Людмила Шведова завоювала срібну медаль в командному заліку.